# Olesia Swiridowa
Olesia Walerjewna Swiridowa (ros. Олеся Валерьевна Свиридова, ur. 28 października 1989) – rosyjska lekkoatletka, kulomiotka.

## Osiągnięcia
| Rok  | Impreza                        | Miejsce | Lokata     | Wynik |
| ---- | ------------------------------ | ------- | ---------- | ----- |
| 2011 | Młodzieżowe mistrzostwa Europy | Ostrawa | 7. miejsce | 16,81 |

## Rekordy życiowe
- Pchnięcie kulą – 19,72 (2012)